# 艾伦·罗伯逊
艾伦·罗伯逊（英語：Alan Robertson，？—），新西兰男子游泳运动员。他曾代表新西兰参加1962年大英帝国和英联邦运动会游泳比赛，获得男子220码仰泳铜牌。